# Houtgas

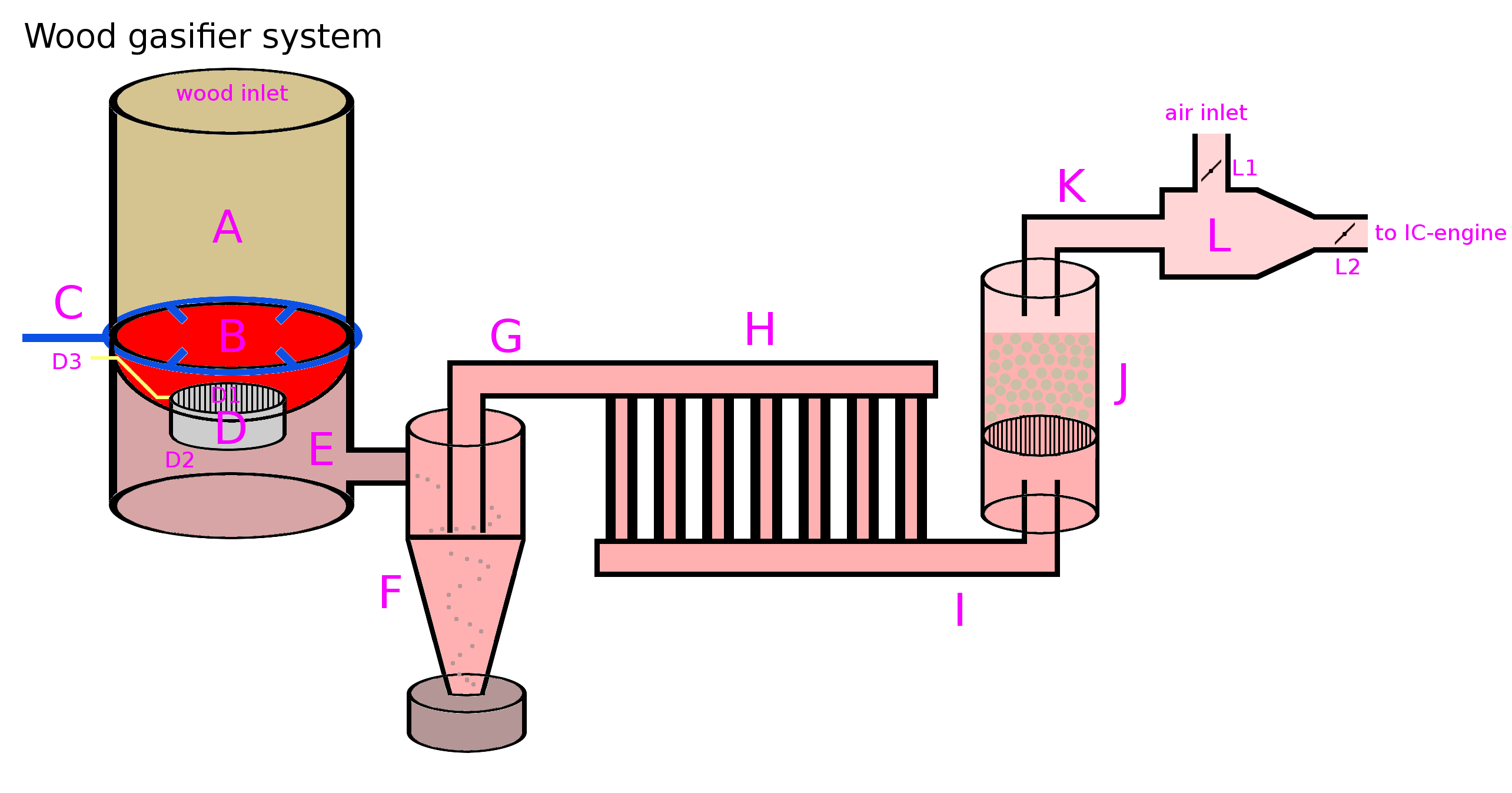
Schematische tekening van een houtgasgenerator die een verbrandingsmotor aandrijft. Links wordt hout ingevoerd en verhit. De vrijkomende gassen worden vervolgens van grotere deeltjes ontdaan, afgekoeld (gecondenseerd) om de calorische waarde per volume-eenheid te vergroten en nogmaals gefilterd. Vervolgens wordt het houtgas met lucht gemengd om direct in een verbrandingsmotor te worden geïnjecteerd.

Houtgas is een brandbaar gasmengsel dat ontstaat bij de pyrolyse van hout.
Met behulp van een zogenaamde houtvergasser of houtgasgenerator kan het gewonnen worden om bijvoorbeeld als brandstof in motoren te dienen. De hoofdbestanddelen van houtgas zijn koolstofdioxide, koolstofmonoxide, methaan, etheen, waterstof en waterdamp. 

## Vergasser
In een houtvergasser wordt het hout in een zuurstofloze atmosfeer tot 700-800 °C verhit, waarbij door ontleding onder andere  houtgas ontstaat. 100 kilogram hout levert ongeveer evenveel energie als 36,5 liter benzine.

### Houtgasgenerator op voertuigen
In de Tweede Wereldoorlog werd, door een gebrek aan benzine, houtgas veel gebruikt als brandstof voor auto's. Achter op het voertuig was dan een installatie bevestigd die houtvergasser of houtgasgenerator werd genoemd. Bij voldoende zuurstof verbrandt het houtgas, maar door het onthouden van zuurstof kan het gas worden afgevangen. Het gas wordt eerst langs filters gevoerd waar het water, teer en andere vaste bestanddelen worden verwijderd. Het gereinigde gas wordt in de motor verbrand. Drie à vier kilo hout vervangt zo één liter benzine. Aanpassingen aan de motor zijn niet noodzakelijk om houtgas te gebruiken, maar wel neemt het vermogen met zo'n 20% af.

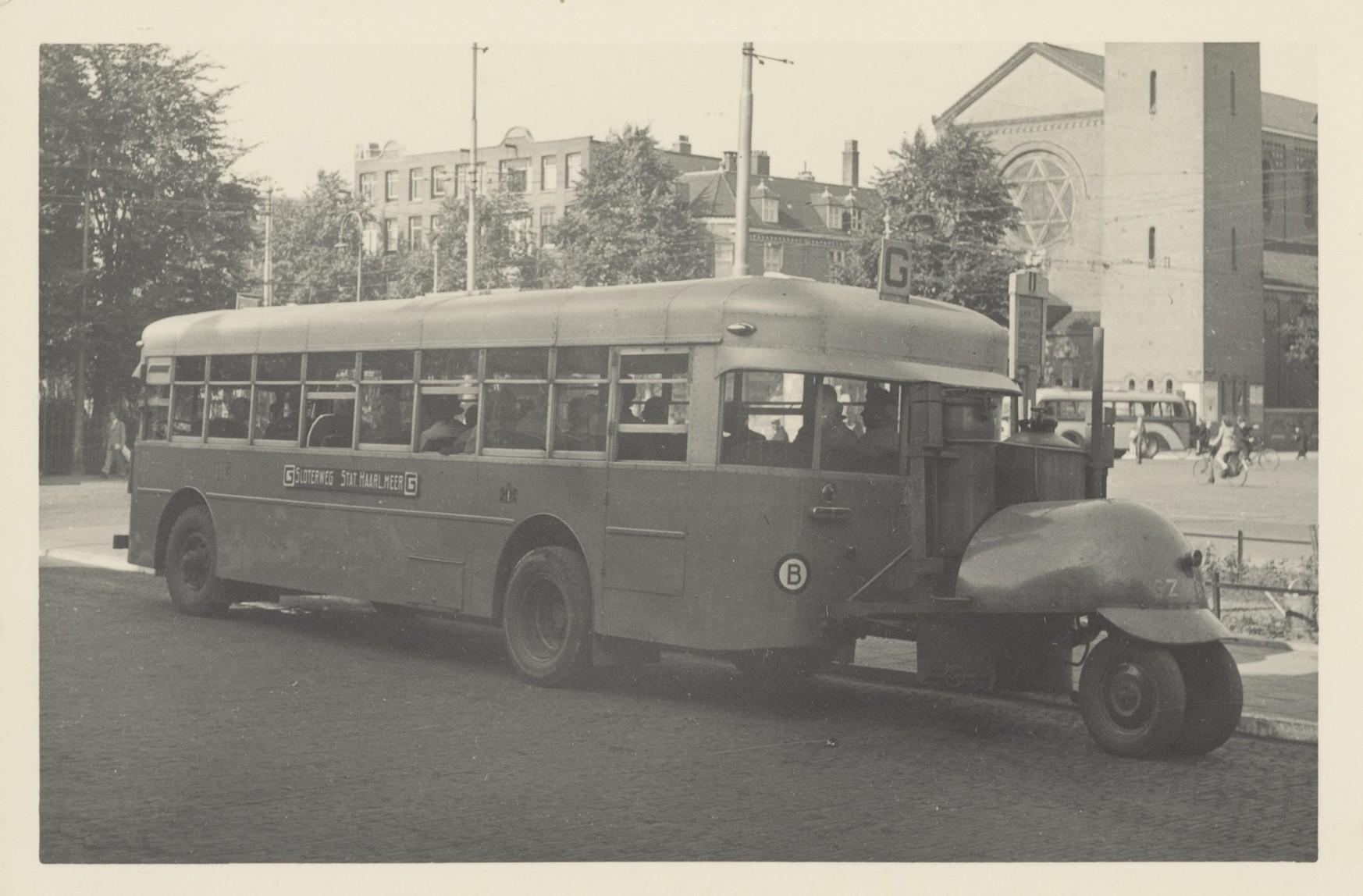
Bus met houtgasgenerator in 1943
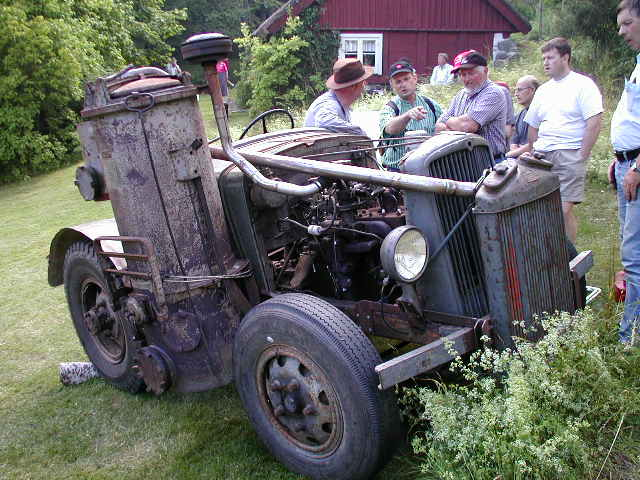
Tractor met houtvergasser
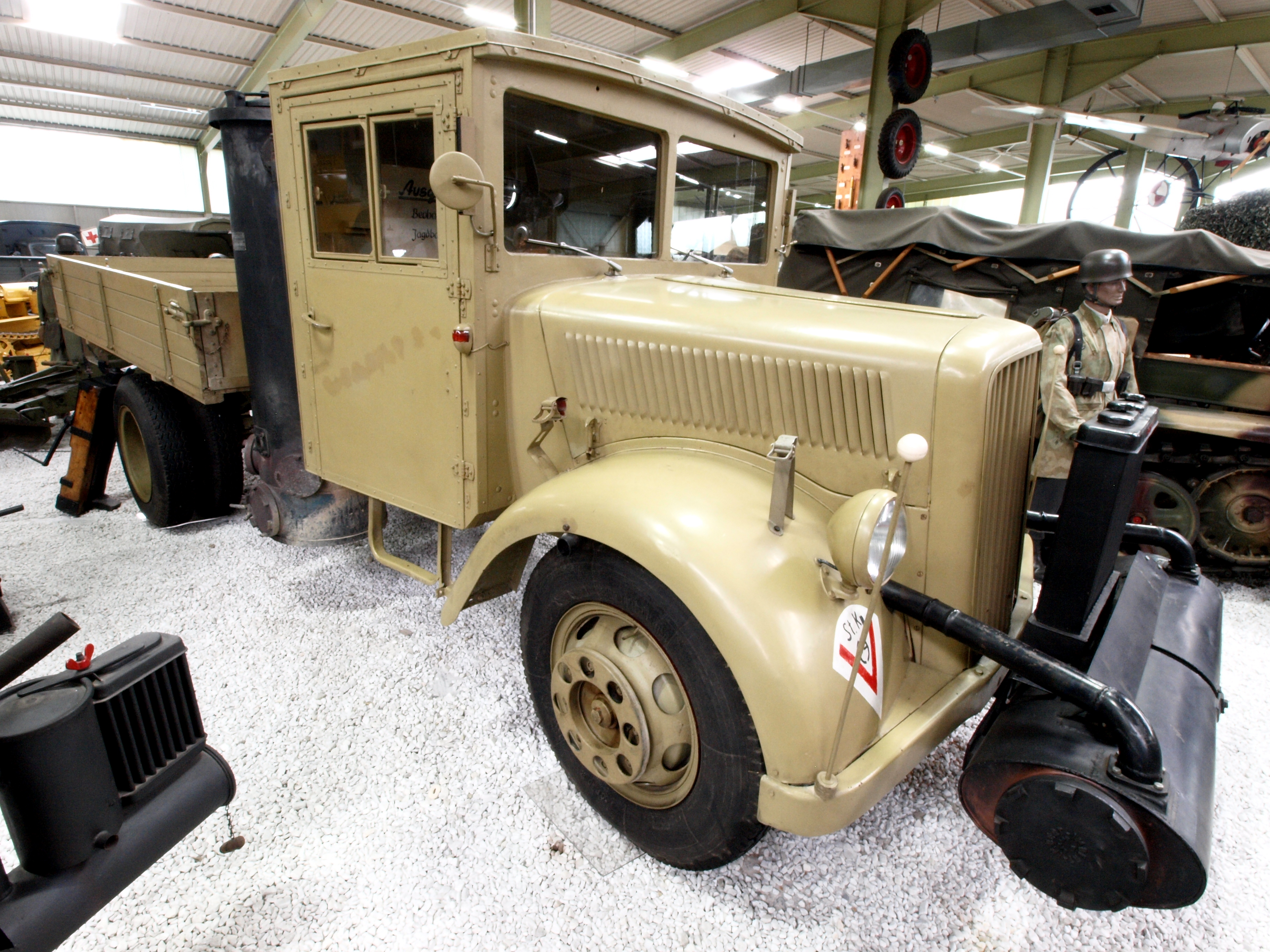
Opel Blitz met houtvergasser, het filter aan de voorzijde is duidelijk zichtbaar
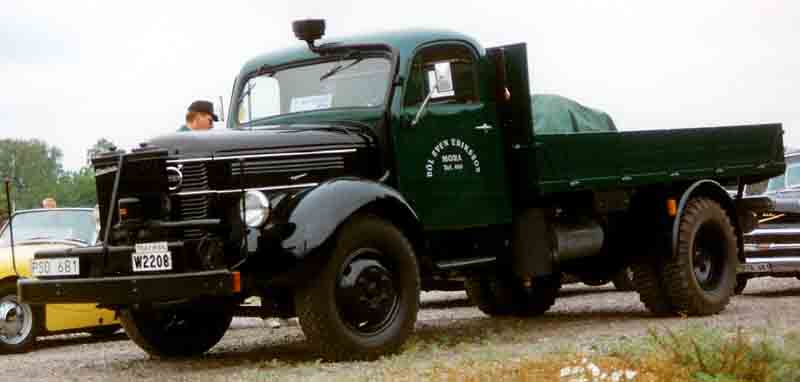
Volvo LV142 met houtgasgenerator, 1946
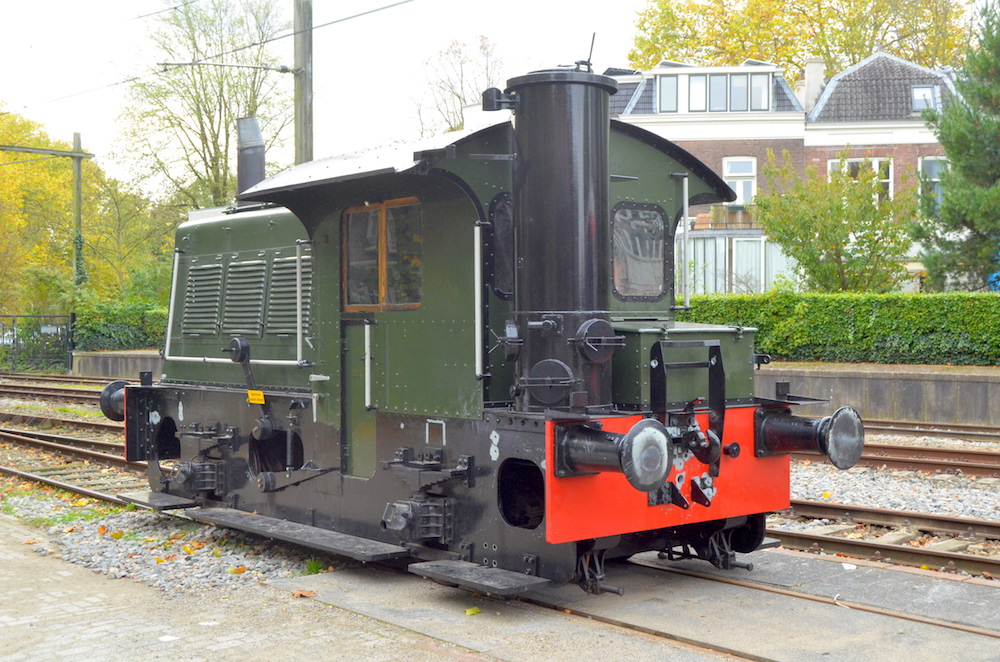
Film met in het eerste deel een houtgasgenerator als oplossing voor het benzineprobleem in de Tweede Wereldoorlog.
- Locomotor met houtgasgenerator in het Spoorwegmuseum

## Industriële vergassers
Sinds 1999 staat er op de Amercentrale in Geertruidenberg een grote vergasser die op zogenoemd B-hout (gebruikt materiaal, geverfd hout of plaatmateriaal ) gestookt wordt. De capaciteit hiervan ligt op circa 150.000 ton per jaar. Het gas (koolstofmonoxide) dat hiermee geproduceerd wordt, wordt verstookt in de ketel van Amercentrale 9. Tevens worden er houtpellets verstookt in deze ketel, waardoor dit de grootste hybride centrale is van West-Europa.